# Clubiona tikaderi
Clubiona tikaderi là một loài nhện trong họ Clubionidae.
Loài này thuộc chi Clubiona. Clubiona tikaderi được miêu tả năm 1991 bởi Majumder & Benoy Krishna Tikader.